# 融安县
融安县位于中国广西壮族自治区北部，是柳州市所辖的一个县，縣人民政府駐长安镇立新街126号。

## 行政区划
辖6个镇，6个乡:
长安镇、浮石镇、泗顶镇、板榄镇、大将镇、大良镇、雅瑶乡、大坡乡、东起乡、沙子乡、桥板乡和潭头乡。

## 人口
根據第七次人口普查數據，截至2020年11月1日零時，融安縣常住人口為253360人。
2011年總人口為31.76万人。

## 交通
融安县有 桂河高速、 三南高速、 357国道過境﹐ 209国道、融江贯穿城区，除此之外还有焦柳铁路经过。

## 旅游
融安县的主要旅游景点有：长安骑楼街，红茶沟国家森林公园，石门仙湖景区，大洲旅游休闲岛，鹭鹚洲休闲旅游岛等。

## 特产
融安县有金桔、滤粉等特产。融安金桔是中国地理标志产品。
截止2020年，全县香杉种植面积130多万亩，年可采伐香杉60万立方米。中国林产工业协会命名为“中国香杉板材之乡”。